# Episodi di General Electric Theater (ottava stagione)
L'ottava stagione della serie televisiva General Electric Theater è andata in onda negli Stati Uniti dal 20 settembre 1959 al 29/maggio/1960 sulla CBS.
| nº | Titolo originale          | Titolo italiano      | Prima TV USA      | Prima TV Italia |
| -- | ------------------------- | -------------------- | ----------------- | --------------- |
| 1  | Miracle at the Opera      |                      | 20 settembre 1959 |                 |
| 2  | The Last Reunion          |                      | 27 settembre 1959 |                 |
| 3  | Hitler's Secret           |                      | 4 ottobre 1959    |                 |
| 4  | Night Club                |                      | 11 ottobre 1959   |                 |
| 5  | The Tallest Marine        |                      | 18 ottobre 1959   |                 |
| 6  | The Day of the Hanging    |                      | 25 ottobre 1959   |                 |
| 7  | Disaster                  |                      | 1º novembre 1959  |                 |
| 8  | Signs of Love             |                      | 8 novembre 1959   |                 |
| 9  | Survival                  | Incontro nel deserto | 15 novembre 1959  |                 |
| 10 | The Last Dance            |                      | 22 novembre 1959  |                 |
| 11 | Platinum on the Rocks     |                      | 29 novembre 1959  |                 |
| 12 | Absalom, My Son           |                      | 6 dicembre 1959   |                 |
| 13 | The House of Truth        |                      | 13 dicembre 1959  |                 |
| 14 | Mr. O'Malley              |                      | 20 dicembre 1959  |                 |
| 15 | Silhouette                |                      | 27 dicembre 1959  |                 |
| 16 | Sarah's Laughter          |                      | 3 gennaio 1960    |                 |
| 17 | R.S.V.P.                  |                      | 10 gennaio 1960   |                 |
| 18 | Lear vs. the Committeeman |                      | 17 gennaio 1960   |                 |
| 19 | They Like Me Fine         |                      | 24 gennaio 1960   |                 |
| 20 | Early to Die              |                      | 7 febbraio 1960   |                 |
| 21 | The Patsy                 |                      | 21 febbraio 1960  |                 |
| 22 | The Story of Judith       |                      | 28 febbraio 1960  |                 |
| 23 | The Book of Silence       |                      | 6 marzo 1960      |                 |
| 24 | So Deadly, So Evil        |                      | 13 marzo 1960     |                 |
| 25 | Do Not Disturb            |                      | 20 marzo 1960     |                 |
| 26 | The Web of Guilt          |                      | 27 marzo 1960     |                 |
| 27 | Mystery at Malibu         |                      | 10 aprile 1960    |                 |
| 28 | Aftermath                 |                      | 17 aprile 1960    |                 |
| 29 | Adam's Apples             |                      | 24 aprile 1960    |                 |
| 30 | The Ugly Ducking          |                      | 1º maggio 1960    |                 |
| 31 | Don't You Remember?       |                      | 8 maggio 1960     |                 |
| 32 | At Your Service           |                      | 22 maggio 1960    |                 |
| 33 | Hot Footage               |                      | 29 maggio 1960    |                 |

## Miracle at the Opera
- Diretto da: Mitchell Leisen
- Scritto da: Frank Gabrielson

### Trama
- Guest star: Ed Wynn (professore Franz), Sig Ruman (dottor Hagendorff), Maggie Pierce (Catherine), Paul Frees, Barbara Morrison, Fortunio Bonanova, Cyril Delevanti, Fritz Feld, Jack Rice, Robert Nash

## The Last Reunion
- Diretto da: John Brahm
- Scritto da:

### Trama
- Guest star: Paul Newlan (Hank), Lee Marvin (Joe Kittridge), Kevin Hagen (Harry Pell), Patricia Donahue (Lorry Connors), Simon Scott (Paul Stylos)

## Hitler's Secret
- Diretto da: Boris Sagal
- Scritto da: Joseph Stefano

### Trama
- Guest star: Raymond Massey (Paul von Hindenburg), Everett Sloane (Oskar von Hindenburg), Robert Coogan (Adolf Hitler), Whit Bissell (Joseph Goebbels)

## Night Club
- Diretto da:
- Scritto da: Katharine Brush (soggetto)

### Trama
- Guest star: Amanda Blake (Rita), Barbara Hale (Lorraine), June Lockhart (Vera), Glenda Farrell (Mrs. Brady), Rosemary DeCamp (Maxine), Lori Nelson (Sylvia), Judi Meredith (Babe), Hope Emerson (Ada), Bea Benaderet (Marie)

## The Tallest Marine
- Diretto da:
- Scritto da:

### Trama
- Guest star: Red Buttons (tenente George Poole), John Lupton (sergente Grady), Read Morgan (caporale Keeler), George Robotham (Bray), Ken Mayer (Corp Roper), Herbert Rudley (capitano Donovan)

## The Day of the Hanging
- Diretto da:
- Scritto da:

### Trama
- Guest star: Tom Ewell (John Emmett Owens), Joan Leslie (Sarah Owens), Noah Beery Jr. (Cotton Follard)

## Disaster
- Diretto da:
- Scritto da: David Shaw

### Trama
- Guest star: Tab Hunter (Daniel), Jo Van Fleet (Winoah Kelsey)

## Signs of Love
- Diretto da:
- Scritto da:

### Trama
- Guest star: Ronald Reagan (Horton David), Pat Carroll (Frances Dowd), Paula Raymond (Netta Jarvais), Howard McNear (Clarence Dinwiddie), Frances Robinson (Lucia Dinwiddie), Francis X. Bushman (Philip Vandemoot), Bess Flowers (Mrs. Vandemoot), George N. Neise (Stephen Jackson), James Logan (Wilkes)

## Survival
- Diretto da:
- Scritto da: Paul Horgan (soggetto)

### Trama
- Guest star: José Ferrer (Joe Garvey), Martin Landau (Apache)

## The Last Dance
- Diretto da:
- Scritto da:

### Trama
- Guest star: Mary Astor (Bea Hicks), Malcolm Atterbury (Joe Hicks), Carol Lynley (Phyllis), Clint Kimbrough (Gene)

## Platinum on the Rocks
- Diretto da: Sidney Lanfield
- Scritto da: Laurence Marks e Milton Pascal; Donn Baylor (soggetto)

### Trama
- Guest star: George Burns (Eddie Martin), Eleanor Audley (Alice Martin), Fred Beir (Henry Martin), Kaye Elhardt (Lenore Martin), Betsy Jones-Moreland (Rita), Charles Tannen (Maurice), Milton Frome (dottor Holcomb), Jonathan Hole (Durrell), Joanne Lee (Miss Torrance), Frank Wilcox (Bill)

## Absalom, My Son
- Diretto da: Mitchell Leisen
- Scritto da: Cyril Hume; Theodore Simonson (soggetto)

### Trama
- Guest star: Burl Ives (King David), John Gabriel (Absalom), Patricia Medina (Bathsheba), John Abbott (Nathan), Ted de Corsia, Edgar Barrier, Jack Lambert, Ricky Doran, Dorothy Neumann, John Hawker, Gil Frye

## The House of Truth
- Diretto da:
- Scritto da:

### Trama
- Guest star: Ronald Reagan (Eaton), Philip Ahn (Rahm Sing), Phyllis Thaxter (Emily Skinner), Alice Backes (Ann Linihan), Dick Kay Hong (Jimmy)

## Mr. O'Malley
- Diretto da: Sherman Marks
- Scritto da: Crockett Johnson (soggetto)

### Trama
- Guest star: Bert Lahr (O'Malley), Mel Blanc (Leprechaun), Ron Howard (Barnaby Baxter), Don Beddoe (dottor Harvey), Debbie Megowan (Janie), William Redfield (Baxter)

## Silhouette
- Diretto da:
- Scritto da:

### Trama
- Guest star: Ray Bolger (Stan Mailer), Vanessa Brown (Shelley), Paul Newlan (Hank), Ken Christy (David), Nancy Evans (Ruthie), Theodore Newton (George)

## Sarah's Laughter
- Diretto da:
- Scritto da:

### Trama
- Guest star: James Gregory (Sandy Green), Thelma Ritter (Doris Green), Marion Ross (Sarah Wilson)

## R.S.V.P.
- Diretto da:
- Scritto da:

### Trama
- Guest star: Greer Garson (Antonia Stuart), Donald Woods (Norman Bennett), Virginia Grey (Mrs. Bennett), Angela Greene (Dottie), Virginia Gregg (Sybil), Noreen Nash (Carol)

## Lear vs. the Committeeman
- Diretto da:
- Scritto da:

### Trama
- Guest star: Lee J. Cobb (Dominic Roma), Sylvia Sidney (Gloria Roma), Timmy Everett (Buddy Roma), Vito Scotti (Toto), Naomi Stevens (Maria Rosa), Charles La Torre (Bombi), George Margo (Paolo)

## They Like Me Fine
- Diretto da:
- Scritto da:

### Trama
- Guest star: George Gobel (Eddie Miller), Patricia Barry (Kathy), Bert Freed (Mitch Green), Tammy Marihugh (Kitty), Ralph Clanton (Harry Garrison), Ann Richards (Secretary), Norman duPont (1st Assistant), Les Green (2nd Assistant)

## Early to Die
- Diretto da:
- Scritto da:

### Trama
- Guest star: Rod Taylor, Kim Hunter, Donald Losby (Scott Grauman), Philip Coolidge (dottor Nelson), Wesley Lau (dottor Shelley)

## The Patsy
- Diretto da:
- Scritto da:

### Trama
- Guest star: Sammy Davis, Jr. (Jacob Johnson), Robert Culp (capitano Masters), Ernie Anderson (sergente Cullen), Sam Cooke (Sam), Hari Rhodes (Jinks), Roy Glenn (Jelly Bean), William Giorgio (Two Ton), Tyler McVey (colonnello), Doug DeCosta (Field Instructor)

## The Story of Judith
- Diretto da:
- Scritto da:

### Trama
- Guest star: Joan Fontaine (Judith), Michael Dante (Holofernes), Thurl Ravenscroft (Nebuchadnezzar), Henry Brandon (Anchior), Argentina Brunetti (Sarah)

## The Book of Silence
- Diretto da: Boris Sagal
- Scritto da: David Karp

### Trama
- Guest star: Ruth Roman (Stella Kragoyan), Rod Steiger (Bruno Holder), Celia Lovsky (Madame Marie), Eduard Franz (R. S. Thomasek), Whit Bissell (Czadek), Jonathan Harris (Fouresh), Robert Gist (Chairman)

## So Deadly, So Evil
- Diretto da:
- Scritto da:

### Trama
- Guest star: Ronald Reagan (Allan Richards), Peggy Lee (Natalia Cory), Gavin MacLeod (Billy Williams), Bob Hopkins, Terry Loomis, Michael Granger, Les Green

## Do Not Disturb
- Diretto da:
- Scritto da: Arthur Marx e Mannie Manheim; Groucho Marx (soggetto)

### Trama
- Guest star: David Wayne (Arthur Martin), Peggy Knudsen (Irene Martin), Gil Rogers (Steve), Scott Davey (Andy), Irene Vernon (Miss Burdick), Andrea King (editore)

## The Web of Guilt
- Diretto da: David Greene
- Scritto da: Eugene Vale

### Trama
- Guest star: Arthur Kennedy (Whitney Barton), Mary Jackson (Phyllis Barton), Harry Townes (Michael Stark), H. M. Wynant (Anthony Morrell)

## Mystery at Malibu
- Diretto da:
- Scritto da:

### Trama
- Guest star: Dan Duryea (Barnaby Hook), Audrey Totter (Olga Lemaire), Dianne Foster (Tony Warren), Tyler MacDuff (Reggie Lemaire), Richard Ney (Donald Reisel)

## Aftermath
- Diretto da: Jacques Tourneur
- Scritto da: Octavus Roy Cohen (soggetto)

### Trama
- Guest star: James Best (Hardy Coulter), Fess Parker (Jonathan West), John Hambrick (Gordon), William Phipps (Hicks), Stephen Joyce (Murray), Sam Jackson Jr. (Ernie), Maurine Dawson (Sarah), Tim Graham (Storekeeper), Burt Mustin (Wilson), John Cole (Frank Coulter), Gina Gillespie (Bessie), William Challee (Redway)

## Adam's Apples
- Diretto da: Herschel Daugherty
- Scritto da: J. Harvey Howells, George Tibbles

### Trama
- Guest star: Robert Sterling (Robert Major), George Chandler (Ichabod Adams), Leon Ames (Malcolm Fownes), Fred Beir (Terry Major), Dorothy Neumann (Zia Lavinia), Christine White (Abigail Adams)

## The Ugly Ducking
- Diretto da:
- Scritto da: Hans Christian Andersen

### Trama
- Guest star: Joanna Barnes (principessa Camilla), Robert Casper (Prince Simon), Richard Haydn (Chancellor), Oskar Homolka (King), William Allyn (Carlo), Joyce Jameson (Dulcibella), Linda Watkins (Queen)

## Don't You Remember?
- Diretto da:
- Scritto da:

### Trama
- Guest star: Lee Marvin (impiegato), Simone Signoret (donna)

## At Your Service
- Diretto da:
- Scritto da:

### Trama
- Guest star: Van Johnson (Jimmy Devlin), Jan Sterling (Gloria Miles), Judi Meredith (Penny Miles), Marcel Dalio (Michel)

## Hot Footage
- Diretto da:
- Scritto da:

### Trama
- Guest star: Richard Greene (Jonathan Love), Robert Strauss (Hank Wahr), Hazel Court (Vicki Phillips)